# Грізінген
Грізінген (нім. Griesingen) — громада в Німеччині, знаходиться в землі Баден-Вюртемберг. Підпорядковується адміністративному округу Тюбінген. Входить до складу району Альб-Дунай.
Площа — 8,16 км2. Населення становить 1041 ос. (станом на 31 грудня 2020).